# Tous les plaisirs du monde
Série
Les Nuits du monde
(1960) Monde de nuit
(1963)
Pour plus de détails, voir Fiche technique et Distribution.
Tous les plaisirs du monde (Il mondo di notte numero 2) est un documentaire mondo italien réalisé par Gianni Proia et sorti en 1961.
C'est la suite des Nuits du monde de Luigi Vanzi sorti l'année précédente.

## Fiche technique
- Titre français : Tous les plaisirs du monde[1]
- Titre original italien : Il mondo di notte numero 2[2]
- Réalisateur : Gianni Proia
- Scénario : Carlo Laurenzi (it)
- Photographie : Giulio Gianini (it), Gábor Pogány, Tom Tutwiler
- Montage : Mario Serandrei
- Musique : Piero Piccioni
- Décors : Frank Lombardo
- Production : Francesco Mazzei
- Sociétés de production : Julia Film
- Pays de production :  Italie
- Langue originale : italien
- Format : Couleur par Technicolor - 2,20:1 - Son mono - 35 mm
- Durée : 114 minutes
- Genre : Documentaire mondo
- Dates de sortie :
  - Italie : 14 octobre 1961
  - France : 24 août 1962

## Distribution
- Fortunata Ubertini : Fay
- Bettie Jacknowitz : Bettie
- Dan Howard : Danny
- Shelley Jacknowitz : Shell
- Till Schmid : Till
- Carlo Laurenzi : voix (narrateur)